# Югин, Виктор Алексеевич
Виктор Алексеевич Югин (3 марта 1941, Петропавловск, Северо-Казахстанская область, Казахская ССР — 9 января 2013, Санкт-Петербург, Российская Федерация) — российский журналист и политический деятель, народный депутат России, член Президиума Верховного Совета России (1991—1993).

## Биография
Окончил Киевский институт физкультуры и Ленинградскую ВПШ при ЦК КПСС.
Журналистскую деятельность начал в конце 1960-х гг. с работы в районной и отраслевой прессе — был редактором газеты «Невская заря» (Всеволожск Ленобласти), ответственным секретарем, заместителем редактора газеты «Октябрьская магистраль». Затем работал заместителем редактора ленинградской молодежной газеты «Смена».
- 1986—1990 гг. — главный редактор газеты «Смена». В период его редакторства произошёл впоследствии ставший широко известным скандал, связанный с публикацией 22 ноября 1987 года в возглавляемой им газете статьи «„Алиса“ с косой чёлкой» авторства Виктора Кокосова. В ней, в частности, утверждалось, что солист группы «Алиса» Константин Кинчев открыто «прокричал в микрофон: „Хайль Гитлер… на том берегу!“». Публикация послужила началом преследования Кинчева правоохранительными органами по обвинению в преступлении, предусмотренном ч. 2 ст. 206 УК РСФСР («Злостное хулиганство»), закончившегося безрезультатно (было доказано, что подобных слов Кинчев не произносил). Виктор Югин впоследствии утверждал, что публикация скандальной статьи была личной инициативой её автора, хотя сам Кокосов и некоторые другие коллеги по редакции говорили, что статья была написана по заданию главного редактора[1].
- 1990—1993 гг. — народный депутат, член Президиума Верховного Совета РФ, член Совета Национальностей Верховного Совета, председатель Комитета по средствам массовой информации, связям с общественными организациями, массовыми движениями граждан и изучению общественного мнения.
- 1991 г. — назначен председателем Лентелерадио[2].
- 1992 г. — председатель российской государственной ТРК «Петербург».
- 1993 г. — руководитель телерадиокомпании «РТВ-парламент», затем возглавлял управление общественных связей петербургского Законодательного Собрания.
- 1995 г. — политический обозреватель журнала «Регион».

В 1999 г. был принят в Союз писателей России. Автор нескольких книг: «Государственный переворот за 16 франков» (1995), «Подрезанное крыло России» (1996), «Хамелеоны эфира» (1998), «От всех тех дней остались пересуды» (2002)." У каждого свой крест" (2006)
Лауреат премий Союза журналистов Ленинграда и Украины. Петербургский Союз журналистов в 2003-м на церемонии награждения лауреатов конкурса «Золотое перо-2002» вручил Виктору Югину специальный приз на «За верность профессии».
Мастер спорта СССР , четырёхкратный чемпион СССР по Морскому спортивному многоборью.